# هندوانه (سرده)
هندوانه نام سرده‌ای از هفت گونه از ویره‌های بیابان است، که میوه هندوانه محصول مهم آن است. داده‌های مولکولی اخیر از جمله نتایج اولیه جمع‌آوری شده از میوه هندوانه توسط سی.پی. تونبرگ در سال ۱۷۷۳ نشان داد بود، همان‌طور که از توصیفات اولیه تونبرگ در مورد آن گونه‌ها پیداست. گیاهی که ابتدا هندوانه نامیده شد در اصل نه هندوانه (چنانچه الان نامیده می‌شود) بلکه ملون تلخی بود.